# Montaner (Pirineos Atlánticos)
 Montaner  es una población y comuna francesa, en la región de Aquitania, departamento de Pirineos Atlánticos, en el distrito de Pau y cantón de Montaner.

## Demografía
| 433 | 391 | 364 | 409 | 509 | 465 |
| Para los censos de 1962 a 1999 la población legal corresponde a la población sin duplicidades (Fuente: INSEE [Consultar]) |     |     |     |     |     |